# مسجد زمرد خاتون

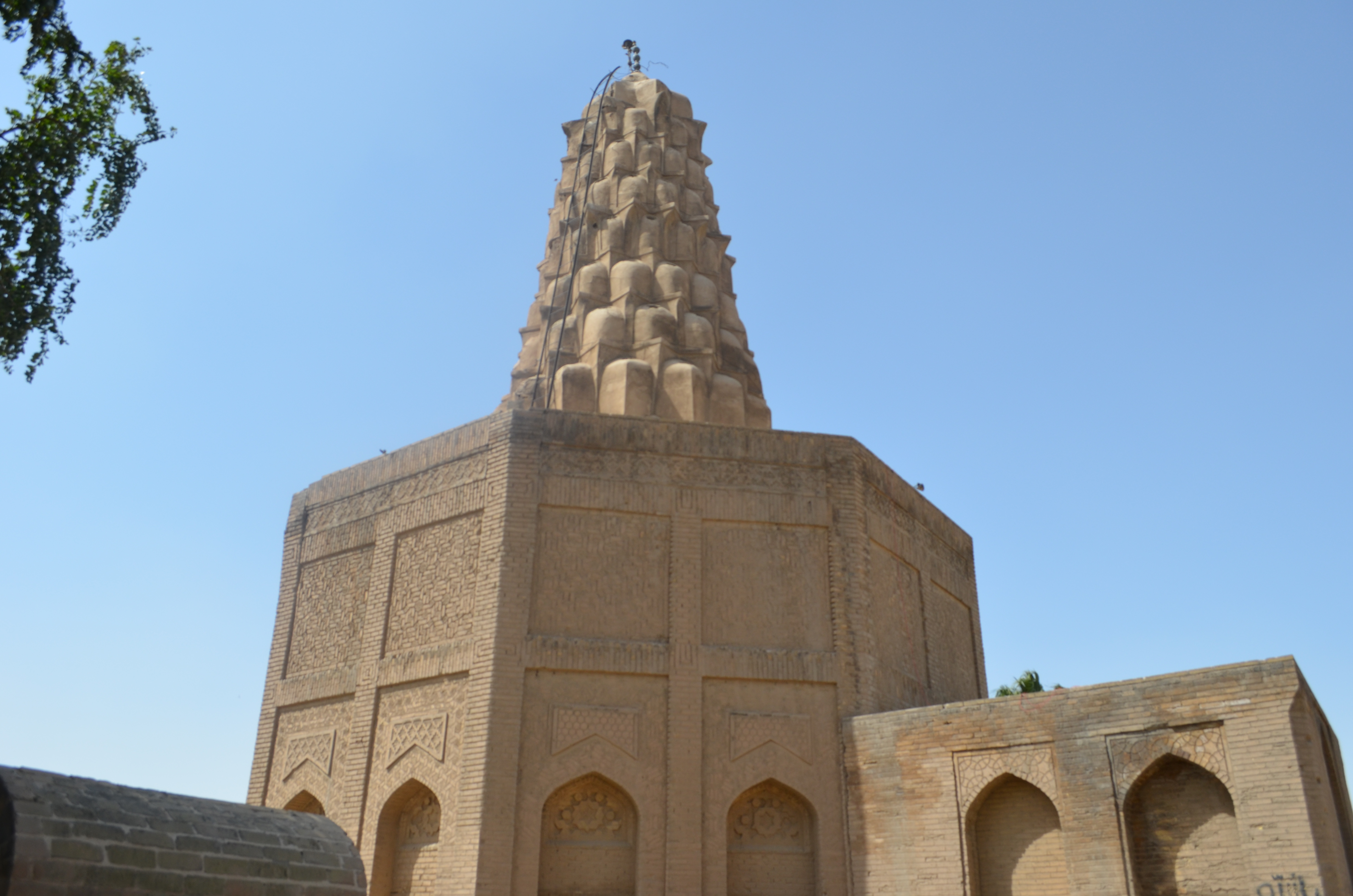
مسجد زمرد خاتون

مسجد زمرد خاتون (عربی: جامع زمرد خاتون) یک مسجد تاریخی در بغداد، عراق است. قدمت آن به عصر عباسیان می‌رسد که واقع در قبرستان شیخ معروف در محله کرخ بغداد است. بن بنا توسط زمرد خاتون در ۱۲۰۲ ساخته شد که مادر سی چهارمین خلبفهٔ عباسی ناصر و همسر سی و سومین خلیفهٔ عباسی مستضی بود. او پول‌های وقفی را از مدارس جمع‌آوری می‌کرد و آرامگاهش را قبل از مرگ واقع در کرخ ساخت.

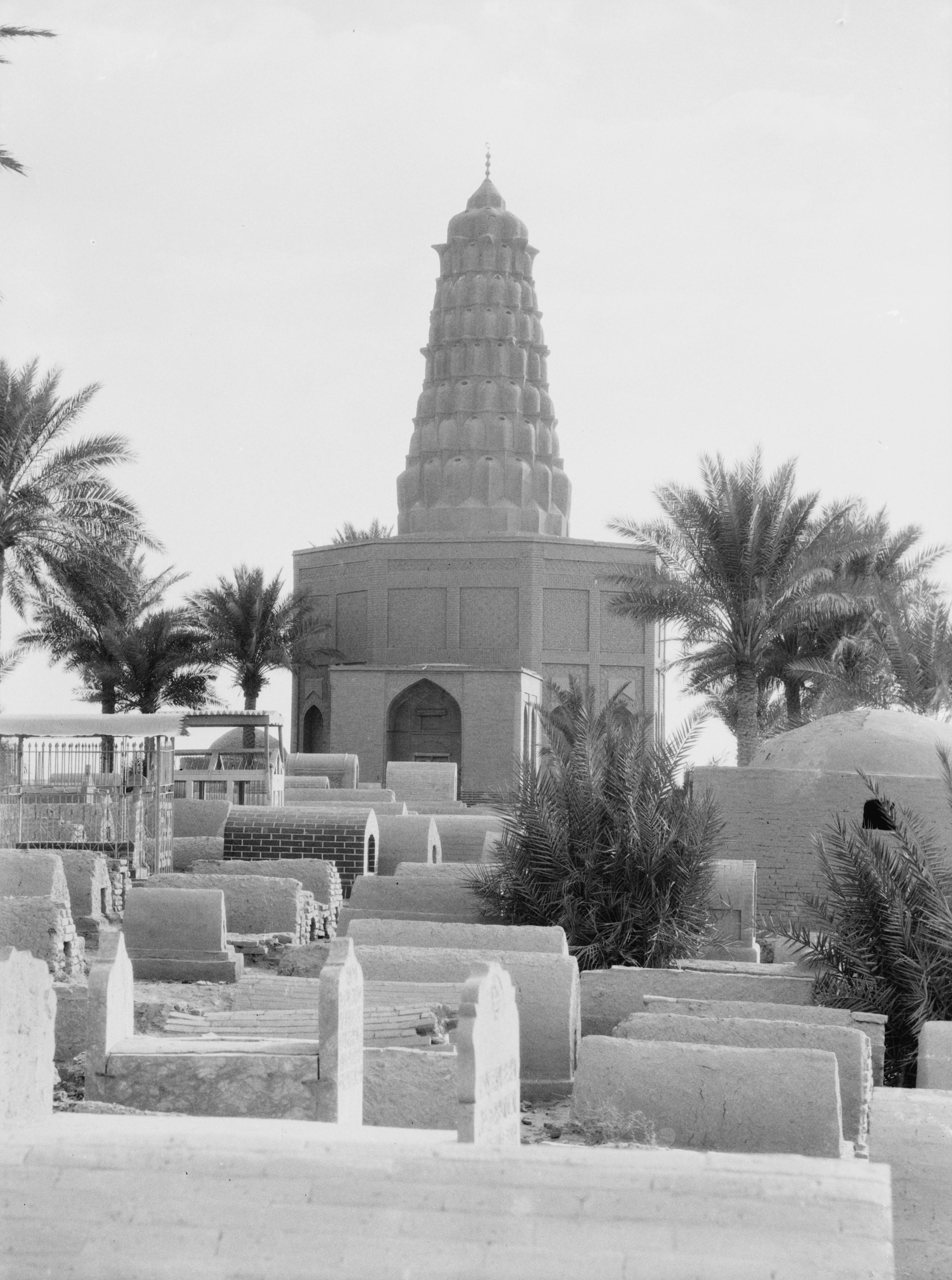
مقبره زمرد خاتون در ۱۹۳۲

این ساختمان دارای پوششی متفاوت از گنبد با مقرنس نه لایه است که یک گنبد کوچک روی آن قرار دارد.ا مناره این مسجد به نظر می‌رسد در زمان سلجوقیان در قرن دوازدهم میلادی ساخته شده باشد که قدیمی‌ترین آثار از یک مناره در بغداد است. این ساختمان دارای بنیهٔ قوی ای از آجر و گچ است. در کنار بنای یک کتابخانه و یک مدرسهٔ شافعی الحاق شده‌است. با توجه به این که مسجد تحت نفوذ مذهب حنفی بود، الحاقیه ای در جبههٔ شمالی به نام مسجد شافعی ساخته شده بود.

## نگارخانه

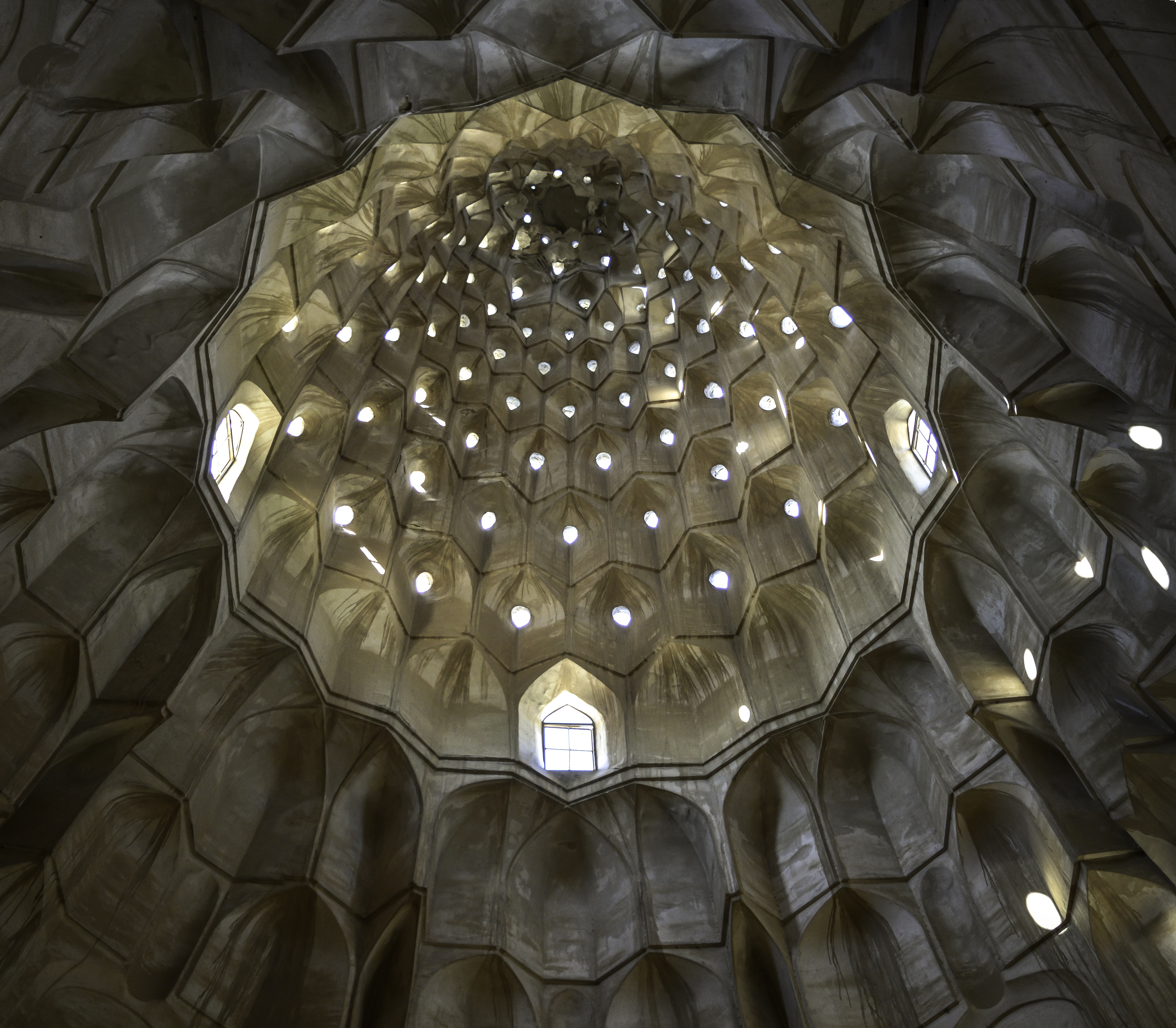
گنبد پر مقرنس بنا